# 장각과

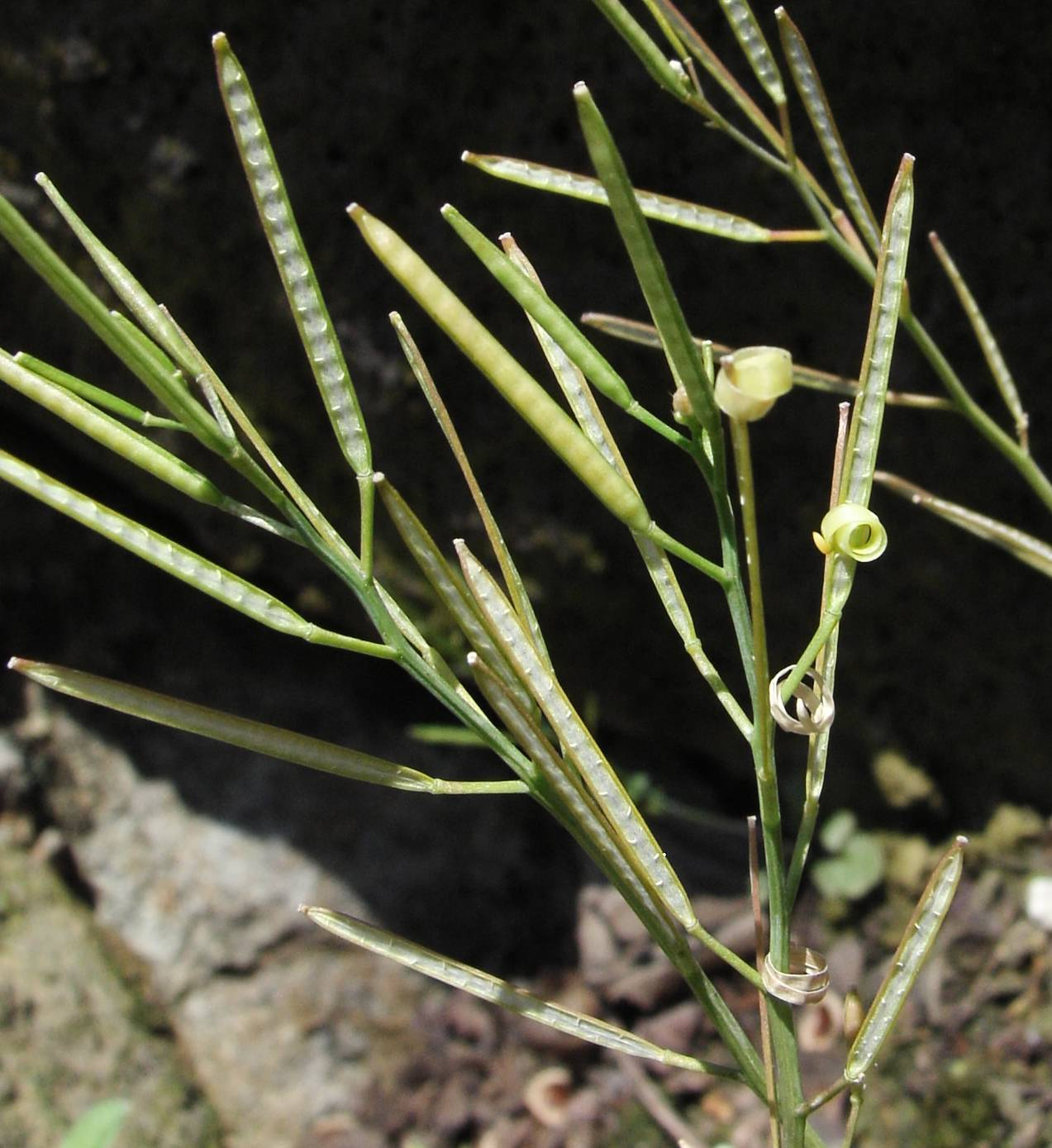
털개갓냉이의 장각

장각과(長角果, silique) 또는 실리콰(siliqua, 복수형 siliques 또는 siliquae)는 길이가 너비의 세 배가 넘는 두 개의 융합된 심피를 가진 과일의 한 종류이다(씨 삭과형). 마른 열매의 길이가 너비의 세 배 미만일 경우 단각(短角, silicle)이라고 한다. 씨방의 바깥벽(판막)은 보통 익으면 분리되어 열개하며, 영구적인 칸막이(격벽)를 남긴다. 장각과는 겨자과인 배추과의 많은 구성원에서 발견되지만, 일부 종은 대신 단각을 가지고 있다. 진정한 장각과를 가진 식물과 밀접하게 관련된 일부 종은 익어도 열리지 않는 유사한 구조의 열매를 가지고 있다. 이들은 일반적으로 비열개성 장각과라고 불린다(열개와 비교).

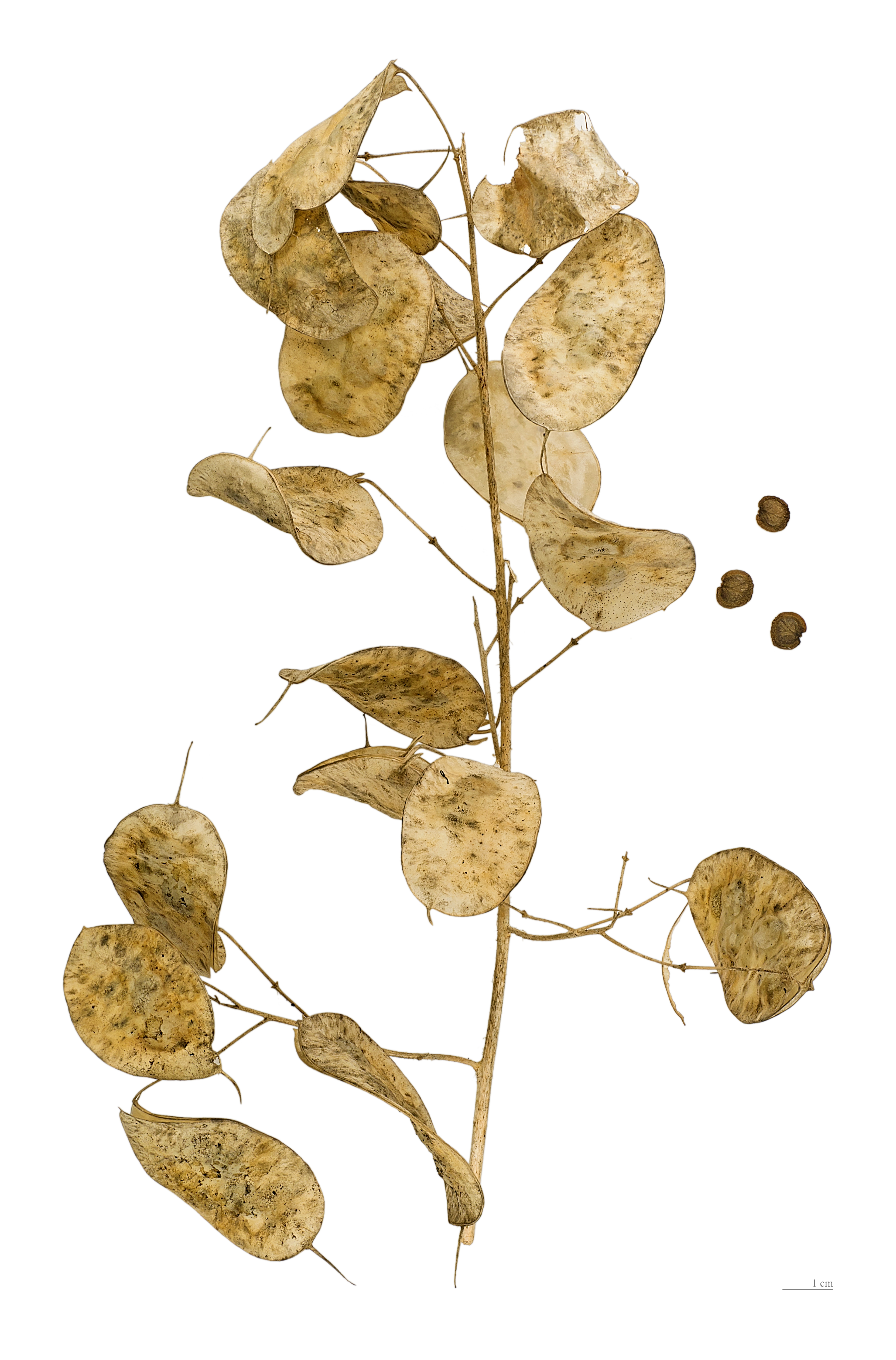
은사시나무의 단각 – 툴루즈 자연사박물관
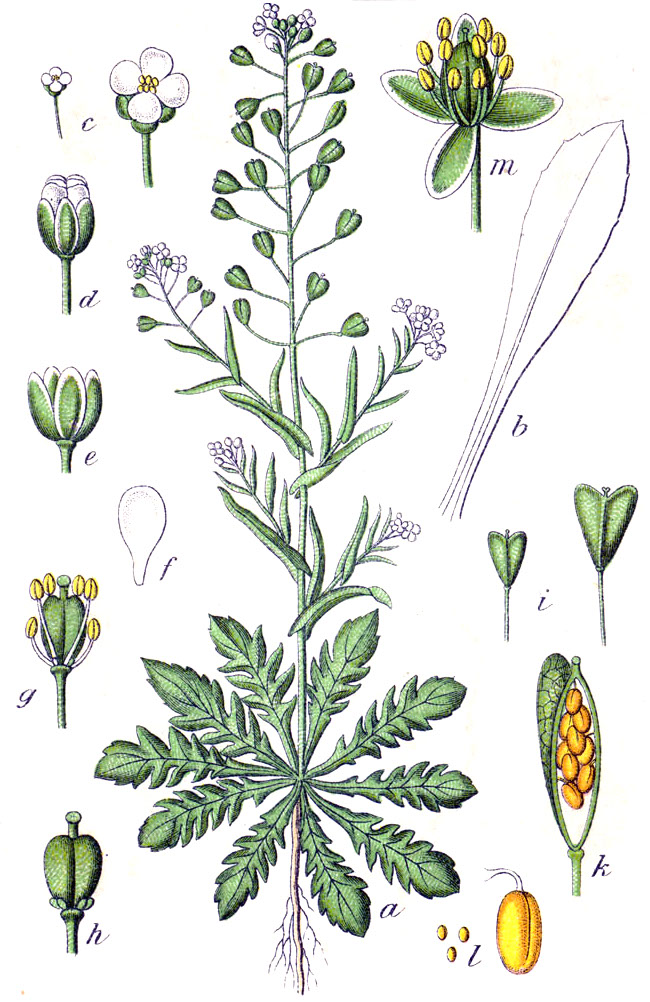
단각을 가진 냉이
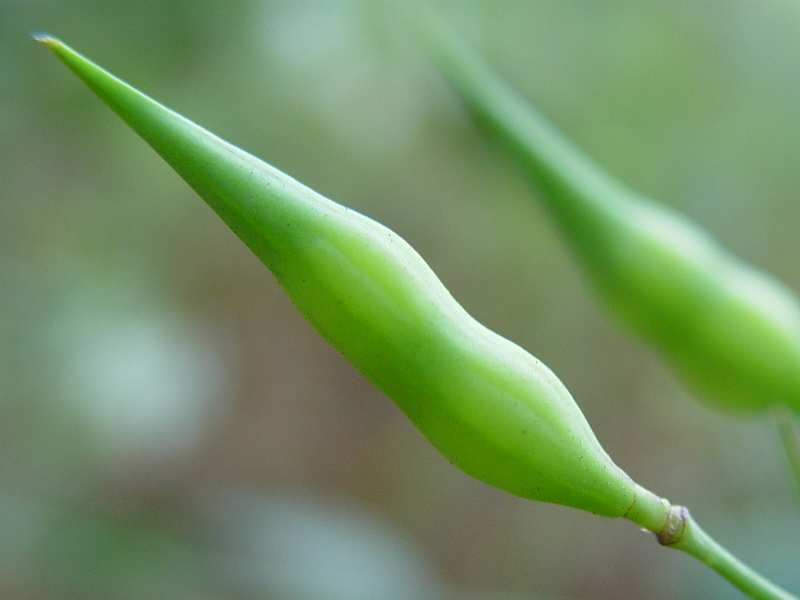
무(Raphanus sativus)의 비열개성 장각과
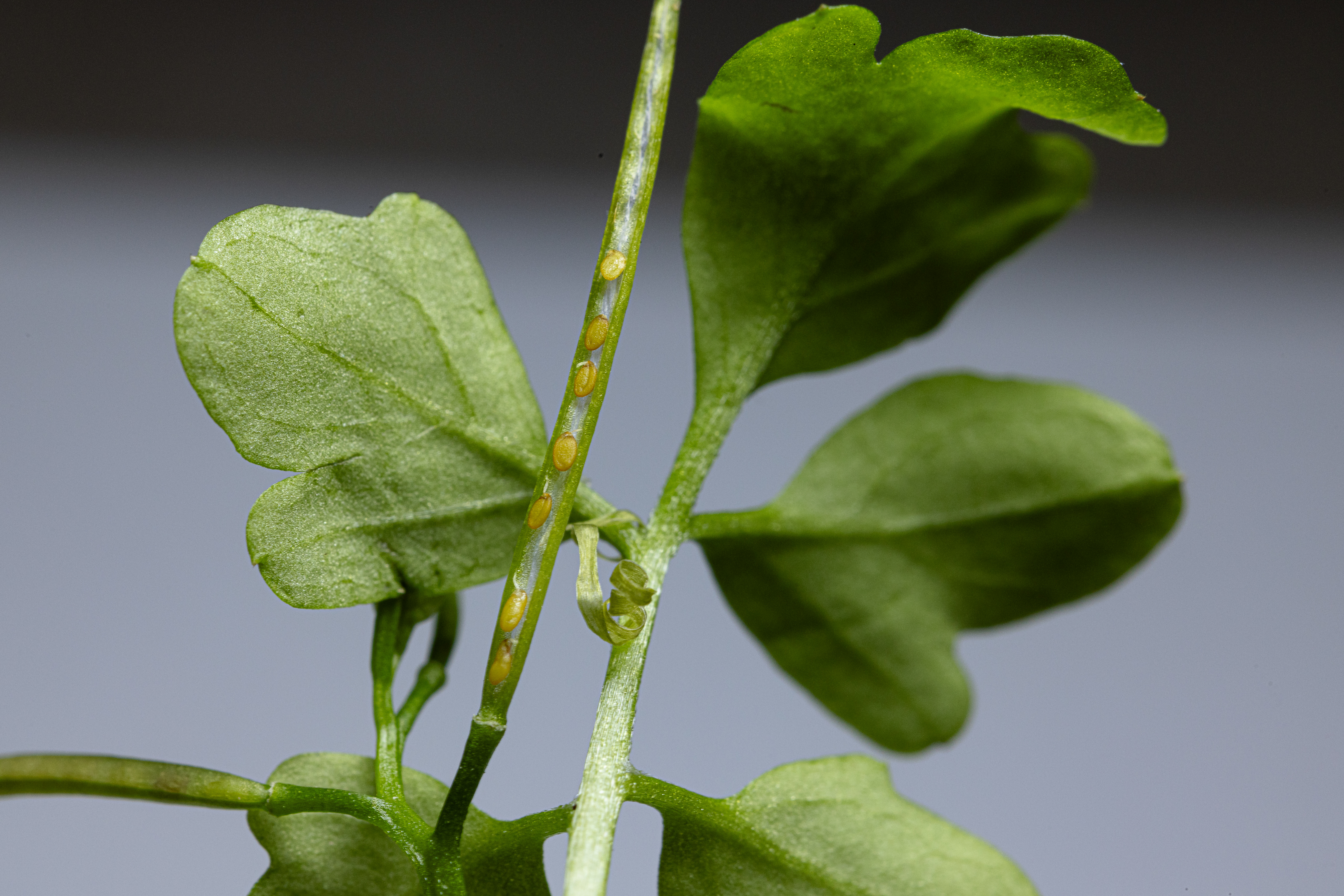
씨앗이 있는 개갓냉이의 장각과
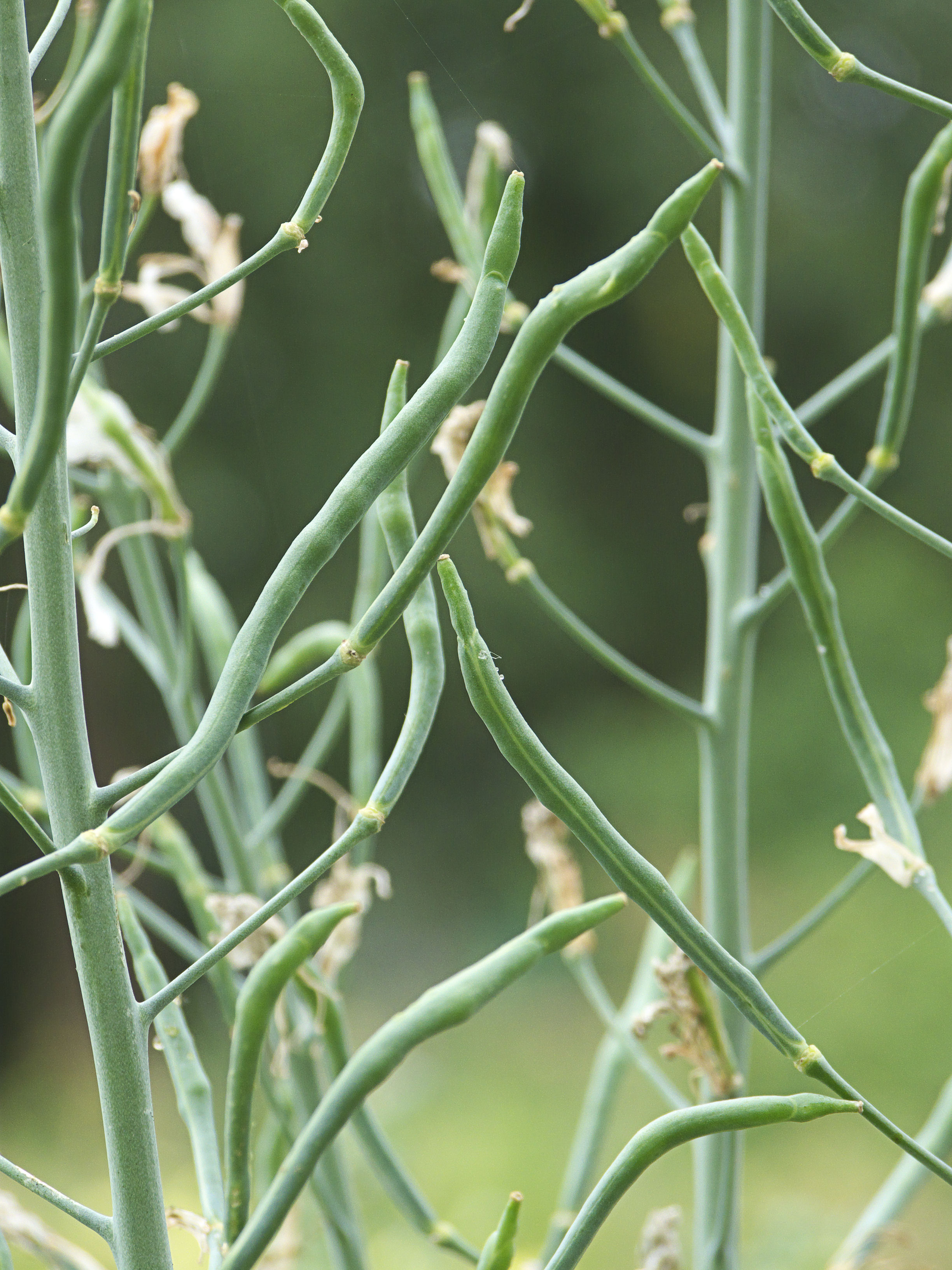
브로콜리 식물의 장각과.

## 같이 보기
- 협과 – 장각과와 다소 유사하지만, 일반적으로 양쪽으로 갈라지는 하나의 심피에서 유래한 열매 유형.

## 더 읽어보기
Yu YK, Li YL, Ding LN, Sarwar R, Zhao FY, Tan XL (2020). 《Mechanism and Regulation of Silique Dehiscence, Which Affects Oil Seed Production》. 《Frontiers in Plant Science》 11. 580쪽. doi:10.3389/fpls.2020.00580. PMC 7326126. PMID 32670302. Art. No. 580.